# Emanuel Zünd
Emanuel Zünd (Vaduz, 29 de diciembre de 2004) es un futbolista liechtensteiniano que juega en la demarcación de extremo izquierdo para el Meyrin FC de la 1. Liga.

## Selección nacional
Tras jugar en las categorías inferiores de la selección, finalmente el 5 de septiembre de 2024 hizo su debut con la selección de Liechtenstein en un partido de la Liga de Naciones de la UEFA 2024-25 contra San Marino que finalizó con un resultado de 1-0 a favor del combinado sanmarinense tras el gol de Nicko Sensoli.

## Clubes
| Club              | País  | Año       | Partidos | Goles |
| ----------------- | ----- | --------- | -------- | ----- |
| Signal FC         | Suiza | 2023-2024 | 6        | 0     |
| FC Veyrier sports | Suiza | 2024      | 13       | 3     |
| Meyrin FC         | Suiza | 2025-     | 7        | 0     |